# Thomas Hörbiger
Pour les articles homonymes, voir Hörbiger.
Thomas Hörbiger (né le 11 juillet 1931 à Berlin, mort le 24 mai 2011 à Munich) est un acteur autrichien.

## Biographie
Thomas Hörbiger est le fils de l'acteur Paul Hörbiger et de son épouse Josepha Gettke. Il est le seul des enfants de Paul Hörbiger à suivre les traces de son père en devenant acteur. Thomas Hörbiger joue au cinéma et au théâtre avec son père, notamment en tournée avec la pièce Straßenmusik. Cependant c'est avec Joachim Fuchsberger qu'il forme un duo. Malgré sa popularité, il arrête son métier.
Hörbiger est parolier pour Udo Jürgens, pour qui il écrit les succès Siebzehn Jahr, blondes Haar, Merci, Chérie, Immer wieder geht die Sonne auf.
À partir de 1959, Hörbiger crée des discothèques au St.-Anna-Hof (Vienne), à Innsbruck et à Munich, qui sont des lieux de rencontre populaires de la Schickeria, et propriétaire d'un Heuriger à Munich-Schwabing. Il dirige ces entreprises jusqu'aux années 1980, puis ouvre un hôtel à Augsbourg avec sa femme Gaby.
Hörbiger est le père de l'actrice Mavie Hörbiger et du scénographe Hans Hörbiger.

## Filmographie
- 1955 : Le Secret d'une doctoresse (de)
- 1955 : Die Försterbuben (de)
- 1956 : Bademeister Spargel (de)
- 1956 : Liebe, die den Kopf verliert
- 1956 : Lügen haben hübsche Beine
- 1956 : Kaiserball
- 1956 : Mariés pour rire
- 1956 : Symphonie in Gold
- 1957 : Die Winzerin von Langenlois (de)
- 1957 : Vier Mädels aus der Wachau
- 1957 : Hoch droben auf dem Berg
- 1957 : Le Plus Beau Jour de ma vie
- 1957 : Le Chant du bonheur
- 1958 : Hallo Taxi
- 1958 : La Rue aux filles
- 1958 : Liebe, Mädchen und Soldaten (de)
- 1961 : … und du mein Schatz bleibst hier
- 1961 : Im schwarzen Rößl
- 1965 : Geißel des Fleisches (de)
- 1969 : Les petites chattes se mettent au vert
- 1971 : Großstadtprärie
- 1972 : Les 69 Dalmatiennes (de)